# Larry D. Alexander
Larry Dell Alexander (nascut el 30 de maig del 1953) és un artista estatunidenc, escriptor cristià i catequista de Dermott, Chicot County, Arkansas. Va guanyar notorietat amb el retrat familiar de la família Clinton que va lliurar al president Bill Clinton el 1995.

## Primers anys i carrera professional
Alexander va néixer al petit poble rural de Dermott, Arkansas, fill de Robert i Janie Alexander. Larry és el quart de deu germans, i el segon fruit de la unió dels seus pares. El seu pare era camioner, i la seva mare, cosmetòloga. Alexander va començar a dibuixar als quatre anys. Durant la seva infància, mai va rebre formació artística formal, ja que al seu poble no hi impartien classes. Després de graduar-se de la Dermott High School el maig de 1971, Alexander es va mudar a Pine Bluff, Arkansas, on va estudiar Arquitectura i Disseny Residencial a la Arkansas Vocational Technical School (ara Southeast Arkansas College). Més endavant també va estudiar AutoCAD a la Richland College de Dallas, Texas